# 滿城
满城即八旗驻防地，又稱旗城、满营等，是中國歷史上清朝為驻防全国各地的八旗官兵及其眷属建立的單獨居住地。清朝的滿洲貴族为稳固统治，方便八旗军驻扎，而在主要战略要冲城市修筑专供旗人生活居住的城中城或屯驻地，故称“八旗驻防城”。
不同地域的滿城其駐扎軍隊組成略有不同。有僅八旗駐扎，也有與綠營混合駐扎。順治初年及之前，旗兵駐地多視戰爭需要而定，非定制。之後為避免駐防時隨意圈占民居引起衝突以及軍事需要，主要依明代舊有土城興建滿城。
滿城最突出的特征是军事性，是伴随着清前期八旗的军事行动的推进而建立的一种城池（城区），这种城区一般附设于内地地方行政中心，后随军事进程的结束而演变成了类似现代军区的城市。辛亥革命起随着清朝的覆灭，这些城市内的滿城建制或通过暴力革命、或通过行政改革被逐步取消，城墙也被逐渐拆除，城内设施挪作他用。
清朝的八旗驻防城有：北京內城、西安满城、成都少城、杭州满城、江宁满城、保定满城、凉州满城、宁夏满城、绥远城、迪化滿城、廣州滿城等。

## 歷史
八旗驻防，清入关前即己有之。如天聪七年（1633），皇太极派贝勒济尔哈朗监筑岫岩城并分兵驻扎当当时驻扎之兵时置时撤，尚未形成固定建制。
清入关后，满蒙汉八旗军队绝大部分从龙入关，同时也回派部分八旗兵驻防盛京，除盛京本城外，并于熊岳、锦州、凤凰城（今辽宁凤城市）、宁远城（今辽宁兴城）、兴京（今辽宁新宾）、辽阳、牛庄、岫岩、义州（今辽宁义县）、盖州（今辽宁盖县）、海州（今辽宁海城市）、耀州（今辽宁营口市）等处设城守官，约二千余兵。《皇朝文献通考》所谓“自世祖章皇帝入关之初，以盛京为发祥重地，在直省之上，即以内大臣何洛会为总管，统辖两翼官兵，为驻防所自始”。盛京等地驻防，多依明代和清入关前旧有土城，亦无满城之说。
清代满城的建置是从顺治初到乾隆末叶近一百四十余年间陆续完成，其过程大至随着军事进展而推进，顺治康熙间为各省，雍正末乾隆初主要在西北，乾隆中期以后为新疆藩部。《钦定八旗通志·营建志》写明是满城的有11个，余皆称之为“驻防城”。这11座满城是太原满城、西安满城、宁夏满城（银川）、凉州满城（武威）、潼关满城、成都满城、荆州满城、江宁满城（南京）、杭州满城、青州满城、开封满城。
考称满城者，均系直省都会或府州重地，驻防者主要为八旗軍人，且与驻地附近居民（或汉或回）对比鲜明者。至如东三省之驻防城者有满蒙汉八旗、巴尔虎旗人、新满洲等，族类繁多。且关外乃满洲肇兴之地，清朝又对其长期实行旗民共治政策，旗民、满汉界限不清，驻防城自无需称满城。而八旗在新疆驻地有称驻防城，有称满城者。盖称驻防城者，内含绿营，非如称满城者为八旗独驻。

## 特征

### 建制
有清一代满城的建置有如下特点:
1. 南方直省多在首府一隅，划地为营，将军与督抚同城而治，如西安、成都、广州。
2. 西北沿长城线，俱系咽喉要塞，如宁夏、庄浪、凉州。
3. 东南沿运河线，沟通南北，如临清、德州、江宁。其意义在于“无事则抚卫控制，隐然有虎豹在山之势，有事则敌汽同仇，收干城腹心之用”。(《荆州驻防八旗志·序》)。历史证明无论在对新疆的征服中，还有对各族人民起义的镇压中，还是对外国列强侵略的抵御和抗击中，满城都起了它特殊的军事堡垒作用。[3]

### 軍事
城内不仅有八旗驻防官员的各级衙门，八旗办事公所、居民住房也全是按八旗方位以军队营房的格局布成。满城内其他建筑有练功房、弓房、箭道、火器库、军粮库、马圈、炮厂校场、演武厅，乃至堆房、哨房。一切都在显示它的军事职能。

### 社會行政
满城内的驻防长官即是满城的军事首脑又是满城的行政首领，驻防旗人的子女生在满城，长在满城。康熙以后清廷定八旗驻防携眷永驻，满城内为八旗子弟教育而设的各类八旗学校出现了。旗人子女出生、嫁娶要到城内八旗衙门登记上档，领取赏银，男子成丁要在城内演武厅比武考试挑补，然后在满城内披甲当差。人死之后城外有义冢安葬。驻防旗人生老病死俱在其中。
旗兵的日常生活很单调，以军事训练，出差当值为主要内容；遇有战事，随时奉调，效命疆场。

### 旗人
作为军事驻防城，满城的管理比一般的城市要严格，对旗人的束缚尤甚。满城内禁设酒楼、戏院、妓院、赌场。
满城内的旗人“平时不允许离城二十里外，有事出城要告假，远出要注册，回城要销假。否则违限不归以逃旗论，要受到严厉处置。”
旗人不准从事工、农、商等其他技艺，即使他们的子弟一一余兵闲散也是如此。满城内初期没有任何商业设施。城内居民日常所需或靠到附近汉城购买，或靠民人货商白日进城贩卖。民人不准留宿城中。满城内各旗牛录间设有栅栏，旁设哨房，入夜有值班旗兵巡查，不得随便行走。城门则启闭有时，锁匙掌握在将军（或副都统、城守尉）衙门里值班章京手中。
但另一方面，在对满城旗人禁锢的同时，也给他们以特殊的优待政策。主要表现在：第一，在经济上，政府优待满城兵丁的生活。如庄浪满城从其修建之初到光绪二十一年间，丁兵一直享受着“双口双粮”的待遇，而且遇有特殊情况还另有优酬。对旗人孀妇孤独者也给予适度优惠，乾隆三年六月初七日，上谕：“今八旗鳏寡人等内无子嗣，无奴仆，并无钱粮可以依赖为生者，俱经加恩，给与养赡钱粮”